# Christina Nielsen
Christina Nielsen (født 10. januar 1992 i Hørsholm, Danmark) er en dansk racerkører, og den første danske kvinde, der kører det berømte 24-timers racerløb Le Mans.
Hun er datter af racerkøreren Lars Erik Nielsen, der tre år i træk sluttede på podiet til 24 Timers Le Mans.

## Racing karriere

### Gokart
Nielsen startede sin gokart karriere i 2007. Efter at have kørt gokart i et par år, skiftede hun til formel racing i 2010.
Nielsen har kørt professionelt racerløb siden 2012 og har blandt andet haft Allan Simonsen som medkører i ADAC GT Masters frem til 2013.